# بين الأصدقاء
بين الأصدقاء (بالفرنسية: Entre amis)‏ هو فيلم كوميدي فرنسي تم إنتاجه في سنة 2015، وهو من إخراج أوليفييه بارو وبطولة دانييل أوتويل وجيرارد جونيو وفرانسو بيرليند وزابو بريتمان وميلاني دوتي وإيزابيل جيليناس، يتكلم الفيلم عن مجموعة من الأصدقاء يذهبون في رحلة بحرية.

## وصلات خارجية
- بين الأصدقاء على موقع IMDb (الإنجليزية)
- بين الأصدقاء على موقع روتن توميتوز (الإنجليزية)
- بين الأصدقاء على موقع ألو سيني (الفرنسية)
- بين الأصدقاء على موقع أول موفي (الإنجليزية)
- بين الأصدقاء على موقع فيلمافينيتي (الإسبانية)
- بين الأصدقاء على موقع قاعدة بيانات الفيلم (الإنجليزية)
- بين الأصدقاء على موقع ليتربوكسد (الإنجليزية)
- بين الأصدقاء على موقع كينوبويسك (الروسية)
- بين الأصدقاء على قاعدة بيانات الأفلام على الإنترنيت